# Compsoctena brandbergensis
Compsoctena brandbergensis is een vlinder uit de familie Eriocottidae. De wetenschappelijke naam van deze soort is voor het eerst geldig gepubliceerd in 2007 door Mey.
De soort komt voor in het Afrotropisch gebied.